# Alfred Coppel
Alfred Coppel, nume complet Alfredo Jose de Arana-Marini Coppel, (n. 9 noiembrie 1921, Oakland, California, SUA – d. 30 mai 2004) a fost un scriitor american.

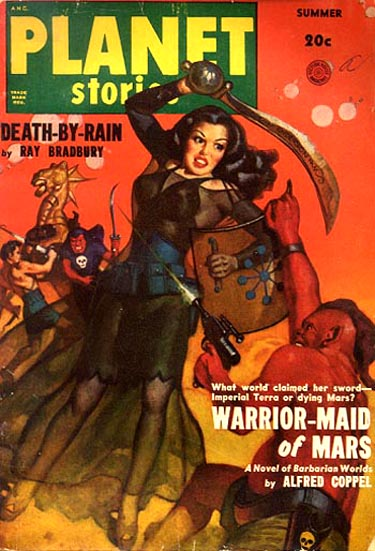
Povestirea lui Coppel "Warrior Maid of Mars" a apărut listată pe coperta din vara 1950 a revistei Planet Stories

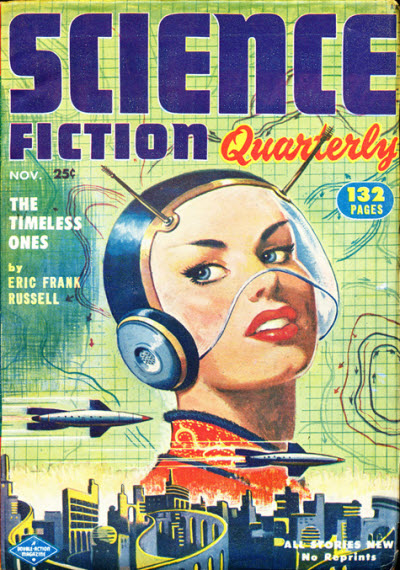
Povestirea sa "Defender of the Faith" a apărut listată pe coperta din noiembrie 1952 a revistei Science Fiction Quarterly

## Biografie
S-a născut în Oakland, California.  A fost pilot în  USAAF  în timpul celui de-Al Doilea Război Mondial. După terminarea stagiului militar a început să scrie cu succes. A fost cel mai prolific autor de literatură  pulp în anii 1950 și 1960 sub  pseudonimele Robert Cham Gilman și A.C. Marin. A scris în diverse genuri literare, inclusiv acțiune thriller. Este cel mai cunoscut pentru povestirile și romanele sale științifico-fantastice.

## Lucrări scrise

### Science fiction
Prima lucrare științifico-fantastică a lui Coppel a fost povestirea "Age of Unreason" (1947) care a apărut în Amazing Stories. A mai scris povestirea "The Dreamer" (1952) despre un om numit  Denby, care dorește să fie primul om pe orbita Lunii, publicată în The Magazine of Fantasy and Science Fiction și retipărită în antologia Best Short Shorts, (1958) editată de Eric Berger. 
Romanul său postapocaliptic din 1960 Dark December descrie urmările unui război nuclear .
Ca Robert Cham Gilman, a scris o parte din romanele Rhada pentru adolescenți - operă spațială care are loc în cadrul unui imperiu galactic: The Rebel of Rhada (1968), The Navigator of Rhada (1969), The Starkahn of Rhada (1970) și un prequel numit The Warlock of Rhada (1985). The Rebel of Rhada este o expansiune  a romanului "The Rebel of Valkyr," are multe schimbări și un final diferit față de versiunea anterioară; a apărut în 1950 sub numele său adevărat și include colecția Galactic Empires a lui  Brian Aldiss.
The Burning Mountain: A Novel of the Invasion of Japan, (1983), este un roman de istorie alternativă care descrie ce s-ar fi întâmplat dacă SUA și aliații săi ar fi fost nevoiti să invadeze Japonia în 1946, dacă testele nucleare din 1945 ar fi eșuat și nu ar fi avut loc atacul nuclear asupra Japoniei la Hiroshima și Nagasaki.

### Alte cărți
În 1974, a scris bestsellerul thriller Thirty-Four East despre Conflictul Arabo-Israelian. Un alt  thriller politic a fost The Apocalypse Brigade, 1981, despre lupta Statelor Unite cu terorismul global.

### Listă de opere literare
Ciclul Goldenwing
1. Glory (1993)
2. Glory's War (1995)
3. Glory's People (1996)

Seria Rhada (sub pseudonimul Robert Cham Gilman)
1. The Warlock of Rhada (1965)
2. The Rebel of Rhada (1968)
3. The Navigator of Rhada (1969)
4. The Starkahn of Rhada (1970)

Romane
- Night of Fire and Snow (1957)
- Dark December (196')
- A Certainty of Love (1966)
- The Gate of Hell (1967)
- Order of Battle (1968)
- The Clash of Distant Thunder (1968, ca A. C. Marin)
- A Little Time for Laughter (1969)
- Rise With the Wind (1969, ca A. C. Marin)
- A Storm of Spears (1970, ca A. C. Marin)
- Between the Thunder and the Sun (1971)
- The Landlocked Man (1972)
- The Hastings Conspiracy (1980)
- The Burning Mountain (1983)
- The Marburg Chronicles (1985)
- A Land of Mirrors (1988)
- Wars and Winters (1993)
- The Eighth Day of the Week (1994)

Alte romane
- Hero Driver (1954)
- Thirty-Four East (1974)
- The Dragon (1977)
- The Apocalypse Brigade (1981)
- Show Me a Hero (1987)

Povestiri
- Age of Unreason (1947, ca Alfred Coppel, Jr.)
- Jinx Ship to the Rescue (1948, ca Alfred Coppel, Jr.)
- Runaway (1949, ca Alfred Coppel, Jr.)
- The Starbusters (1949)
- Secret Weapon (1949)
- Captain Midas (1949, ca Alfred Coppel, Jr.)
- Flight from Time (1949, ca Alfred Coppel, Jr.)
- What Goes Up (1950)
- Goldfish Bowl (1950, ca Alfred J. Coppel, Jr.)
- The First Man on the Moon (1950)
- Warrior-Maid of Mars (1950, ca Alfred Coppel, Jr.)
- My Brother's Keeper (1950)
- The Metal Smile (1950)
- The Rebel of Valkyr (1950, ca Alfred Coppel, Jr.)
- Half-Life (1950)
- The Last Two Alive! (1950, ca Alfred Coppel, Jr.)
- The Terror (1950)
- Star Tamer (1950)
- Earthbound... (1950)
- Task to Luna (1951)
- Forbidden Weapon (1951)
- The Awful Weapon (1951)
- The Brain That Lost Its Head (1951)
- Tydore's Gift (1951)
- Wreck Off Triton (1951)
- Double Standard (1952)
- The Dreamer (1952)
- The Subversive (1952)
- Welcome (1952)
- Mother (1952)
- The Hunters (1952)
- The Exile (1952)
- Death Is Never Final (1952)
- ...And Goal To Go (1952)
- Defender of the Faith (1952)
- Legion of the Lost (1952)
- Blood Lands (1952)
- The Magellanics (1952)
- For Humans Only (1953)
- The Peacemaker (1953)
- Divided We Fall (1953)
- The Invader (1953)
- Turnover Point (1953, ca G. H. Rains)
- Homecoming (1953)
- Love Affair (1953, ca Derfla Leppoc)
- Preview of Peril (1953, ca Alfred Coppel, Jr.)
- The Flight of the Eagle (1953, ca Sol Galaxan)
- Turning Point (1953)
- The Guilty (1953)
- Meb (1954)
- Last Night of Summer (1954)
- Mars Is Ours (1954)
- Community Property (1954)
- Touch the Sky (1955)
- The Hills of Home (1956)
- The Fifth Stone (1956)
- For Sacred San Francisco (1969)
- Glory (excerpt) (1993)